# رابین وود
رابین وود (انگلیسی: Robin Wood؛ ۲۳ فوریه ۱۹۳۱ – ۱۸ دسامبر ۲۰۰۹ (aged 78)) منتقد فیلم اهل کانادا بود.

## زندگی نامه
او با نوشتن در نشریه مووی در دهه ۱۹۶۰ کار نقد فیلم را شروع کرد و بعد کتاب‌های کوچکی درباره آرتور پن، اینگمار برگمان، هاوارد هاکس، میکل آنجلو آنتونیونی، آلفرد هیچکاک و ساتیاجیت رای نوشت. در این دوره از کارش به عنوان یک نویسنده مؤلف گرا با تمایل به نقد فرمالیستی و زیبایی شناسانه‌ی فیلم‌ها ظاهر می‌شود. در دهه ۱۹۸۰ کتاب‌های او پیچیده‌تر می‌شوند. به قول خودش او که در اوایل کارش به عنوان منتقد فیلم هیچ درکی از مفهوم ایدئولوژی نداشت، حالا تمام دغدغه‌اش دریافتن ایدئولوژی‌های پنهان در لایه‌های زیرین فیلم‌ها می‌شود.